# Droga wojewódzka 384
Die Droga wojewódzka 384 (DW 384) ist eine 37 Kilometer lange Droga wojewódzka (Woiwodschaftsstraße) in der polnischen Woiwodschaft Niederschlesien, die die Droga wojewódzka 385 in Wolibórz, die Droga wojewódzka 381 in Nowa Ruda und die Droga krajowa 8 und die Droga krajowa 39 in Łagiewniki verbindet. Die Strecke liegt im Powiat Kłodzki und im Powiat Dzierżoniowski.

## Streckenverlauf
Woiwodschaft Niederschlesien, Powiat Kłodzki
-  Nowa Ruda (Neurode) (DW 380, DW 381)
-  Wolibórz (Volpersdorf) (DW 385)

Woiwodschaft Niederschlesien, Powiat Dzierżoniowski
- Jodłownik (Tannenberg)
- Bielawa (Langenbielau)
-  Dzierżoniów (Reichenbach im Eulengebirge) (DW 382, DW 383)
- Uciechów (Bertholdsdorf)
- Kołaczów (Prauß)
- Sieniawka (Lauterbach)
-  Łagiewniki (Heidersdorf) (DK 8, DK 39)